# デビッド・ハート
デビッド・ネヴィル・ハート（David Neville Hart、1957年8月9日 - ）は、オランダ・ロッテルダム出身のレーシングドライバーおよび実業家。

## 経歴
幼少期からモータースポーツに関心があり、様々なワンメイクレースに出場。2000年代になると、国際スポーツカーやGT選手権にも出場。2000年には、FIA GT選手権にオランダのチーム・ヘーゼマンズから出場し、総合5位と好成績を残し、ル・マン24時間レースにも4度に渡って出場。並行して出場していたベルギーレーシングカー選手権では、2002年、2005年、2006年、2007年の4シーズンにシリーズランキング2位を獲得している。